# Marcel-Louis-Marie Aublet
Marcel-Louis-Marie Aublet, francoski general, * 1881, † 1965.